# Trasiego
El trasiego consiste en separar del vino aquellas materias sólidas depositadas en el fondo de los recipientes (barricas), durante la fermentación y durante las diferentes etapas de la crianza.

## Descubado
El descubado es el vaciado y trasiego del vino desde un depósito a otro una vez realizada la fermentación.
El vino resultante de la fermentación suele ser un 70-75% del peso inicial de las uvas. Los hollejos se prensan suavemente para obtener los restos de vino que contengan, los cuales se utilizan para hacer orujo u obtener alcohol.